# Loxandrus unilobus
Loxandrus unilobus är en skalbaggsart som beskrevs av Allen. Loxandrus unilobus ingår i släktet Loxandrus och familjen jordlöpare. Inga underarter finns listade i Catalogue of Life.